# Soma Cruz
Soma Cruz, conocido en Japón como Sōma Kurusu  (来須 蒼真 Kurusu Sōma?), es un personaje ficticio y protagonista de dos de los juegos de acción y aventura de Konami pertenecientes a la famosa saga Castlevania, Castlevania: Aria of Sorrow y Castlevania: Dawn of Sorrow. Fue diseñado por Ayami Kojima como parte del deseo del productor Koji Igarashi de intentar tomar un "camino diferente" para la serie Castlevania. Su regreso en Dawn of Sorrow se debió a la satisfacción de Igarashi con Soma y el argumento de Aria of Sorrow, y el personaje fue rediseñado con un nuevo aspecto estilo anime.
En Aria of Sorrow, Soma es un estudiante de intercambio estudiando en Japón (o simplemente un estudiante de escuela superior japonés, en la versión japonesa del juego), que es transportado al Castillo de Drácula, el principal antagonista de la saga Castlevania. Soma descubre su "poder de la dominación", o habilidad de absorber las almas de los monstruos a los que derrota y posteriormente utilizar sus habilidades. A medida que avanza el argumento del juego, Soma se entera del fallecimiento de Drácula, y de cómo su propia presencia en el castillo está relacionada con una profecía acerca de la reencarnación del Conde.
Soma regresa en Dawn of Sorrow para detener el intento de una malvada secta que pretende crear un nuevo "Señor Oscuro", al no haber aparecido ninguno finalmente durante los eventos de Aria of Sorrow.

## Concepción y diseño
Numerosas publicaciones sobre videojuegos han alabado el personaje de Soma. A pesar de que el propio Soma ha sido considerado como un eco del estereotipo de los anteriores protagonistas Castlevania, el contexto del nuevo argumento de Aria of Sorrow y Dawn of Sorrow ha conseguido rectificarlo. El argumento en el que Soma ha sido situado ha sido comparado con el del largamente aclamado Castlevania: Symphony of the Night. Sin embargo el cambio al estilo de diseño tipo anime de Dawn of Sorrow fue duramente criticado, prefiriendo por regla general los anteriores diseños realizados por Ayami Kojima.

## Apariciones
Su primera aparición fue en Castlevania: Aria of Sorrow como un estudiante de intercambio y llegando a Castlevania sin saber porqué y más tarde descubrir que él es el Conde Drácula. Su segunda aparición fue en Castlevania: Dawn of Sorrow siendo perseguido por una secta para sacar el alma de Drácula y dársela a alguien más para crear otro "Señor Oscuro", También es jugable en Castlevania: Harmony of Despair